# ویلیج سنت جورج (لوئیزیانا)
ویلیج سنت جورج (به انگلیسی: Village St. George) شهری در ایالت لوئیزیانا کشور ایالات متحده آمریکا است که جمعیت آن در سرشماری سال ۲۰۱۰ میلادی، ۷٬۱۰۴ نفر بوده‌است.